# Skyspace Lech

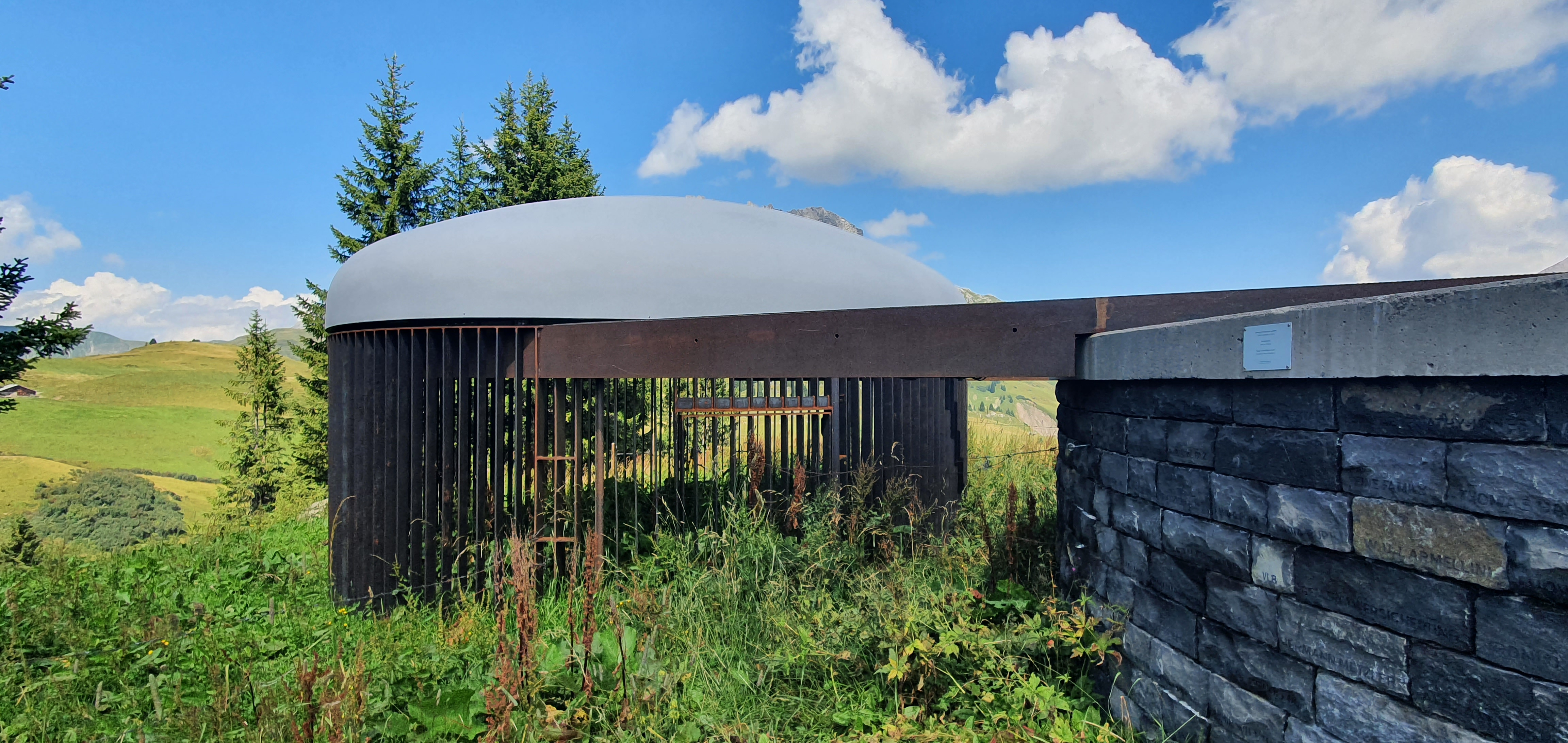
Skyspace Lech

Lo Skyspace Lech di James Turrell è una installazione artistico-architettonica contemporanea. Si trova ad un'altitudine di 1780 metri a Tannegg/Oberlech nel Vorarlberg, la provincia più occidentale dell'Austria. Nel 2014 James Turrell ha progettato Skyspace Lech appositamente per questo luogo, inserendolo in modo armonioso nel paesaggio. Skyspace Lech è stato aperto al pubblico nel settembre 2018.

## Posizione
Si trova a 1.780 metri di altitudine, a pochi minuti di cammino da Oberlech, sull'alpeggio Tannegg, sopra la stazione a monte della funivia Schloßkopf.

## Descrizione

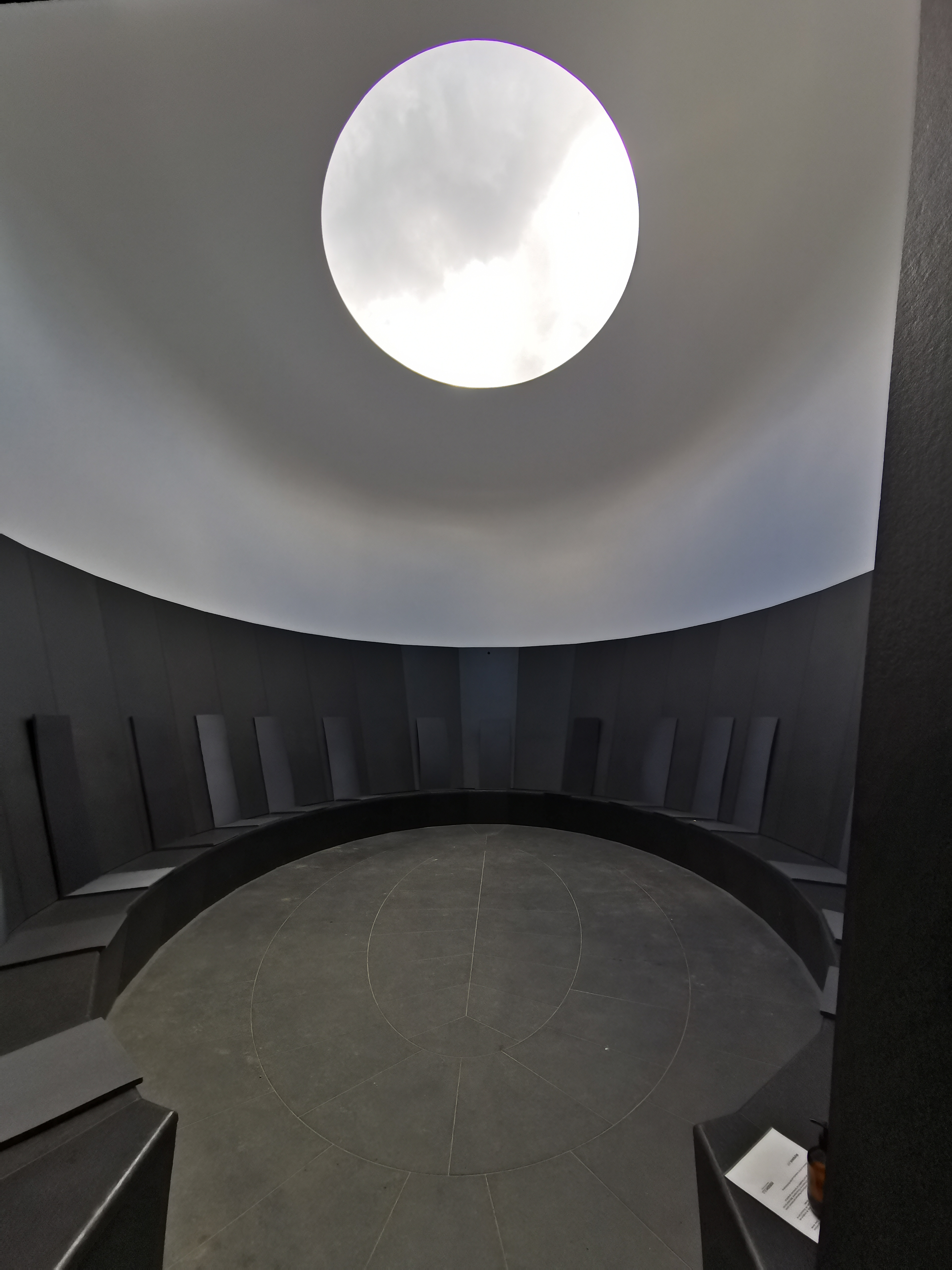
Sala interna del Skyspace Lech di James Turrell.

Gli Skyspaces di James Turrell sono spazi ingegnosamente progettati che permettono alla luce di entrare attraverso un'apertura del soffitto. Alcune di queste aperture integrati in edifici esistenti, altri costruiti appositamente. Lo Skyspace Lech è in gran parte sotterraneo. Un tunnel di 15 metri dà accesso alla sala principale ovale, che ha una dimensione complessiva di 6 metri per 9, è alta 5,20 metri e offre spazio per circa 30 visitatori. L'apertura ovale nel soffitto è dotata di una cupola ellittica in metallo che può essere spostata per creare diversi effetti percettivi a seconda del tempo e dell'incidenza della luce. Soprattutto all'alba o al tramonto si verificano giochi di luci eccezionali.
Il progetto è stato progettato e realizzato in collaborazione con aziende del Vorarlberg (illuminotecnica: Zumtobel, architettura: Baumschlager Eberle). Lo Skyspace Lech è costato circa 1,5 milioni di euro.

## Galleria d'immagini

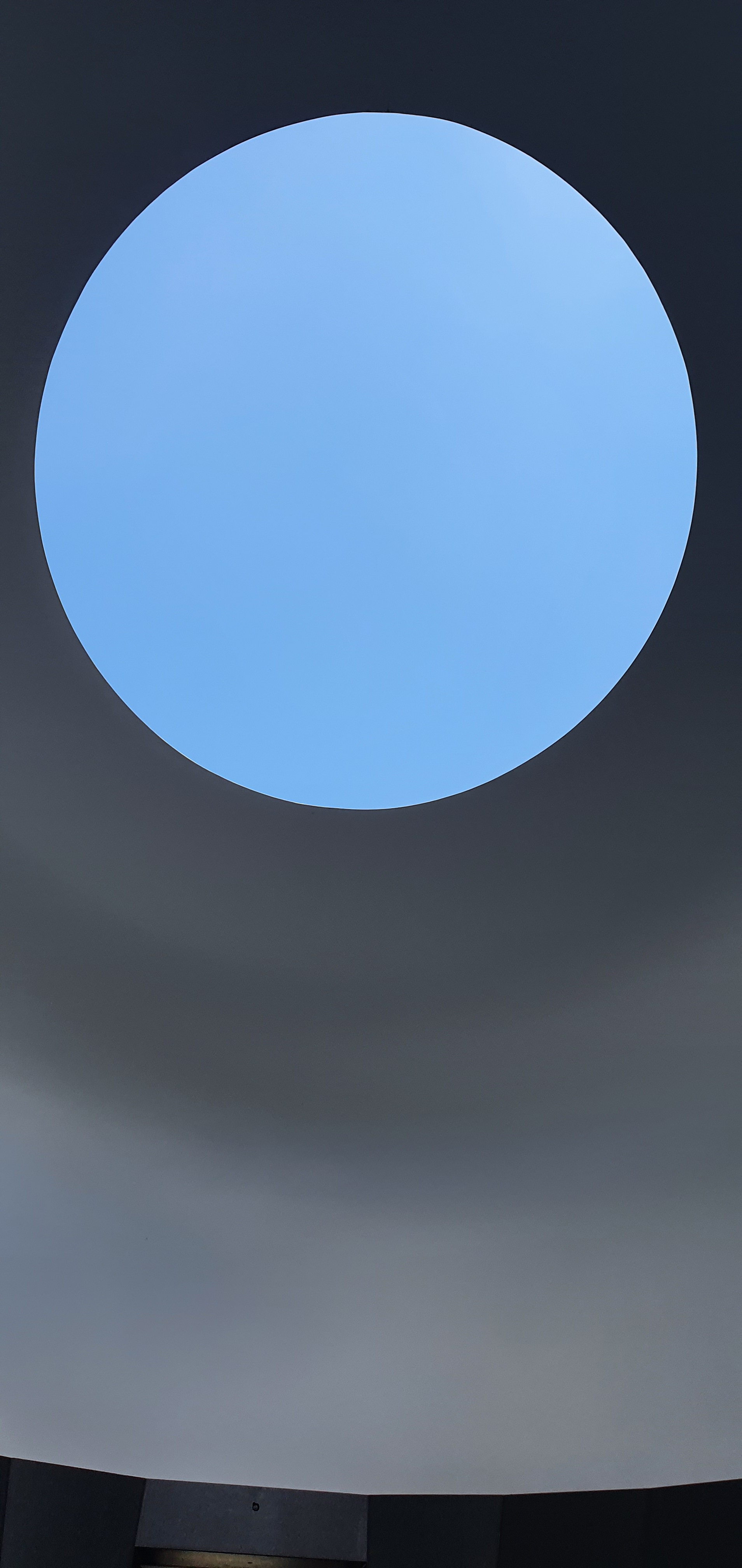
Vista attraverso l'apertura
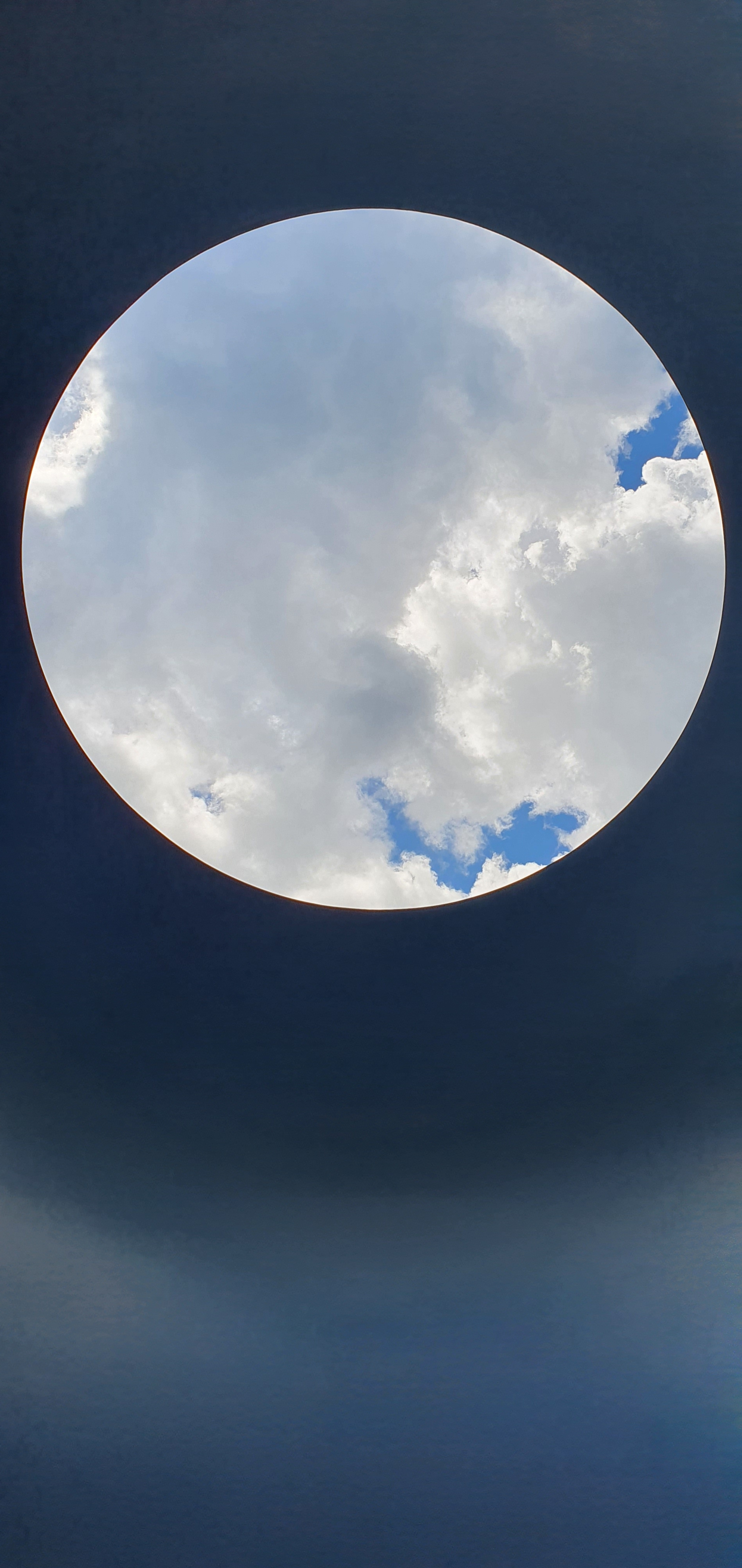
Vista attraverso l'apertura
Vista attraverso l'apertura dal Sensing Room.
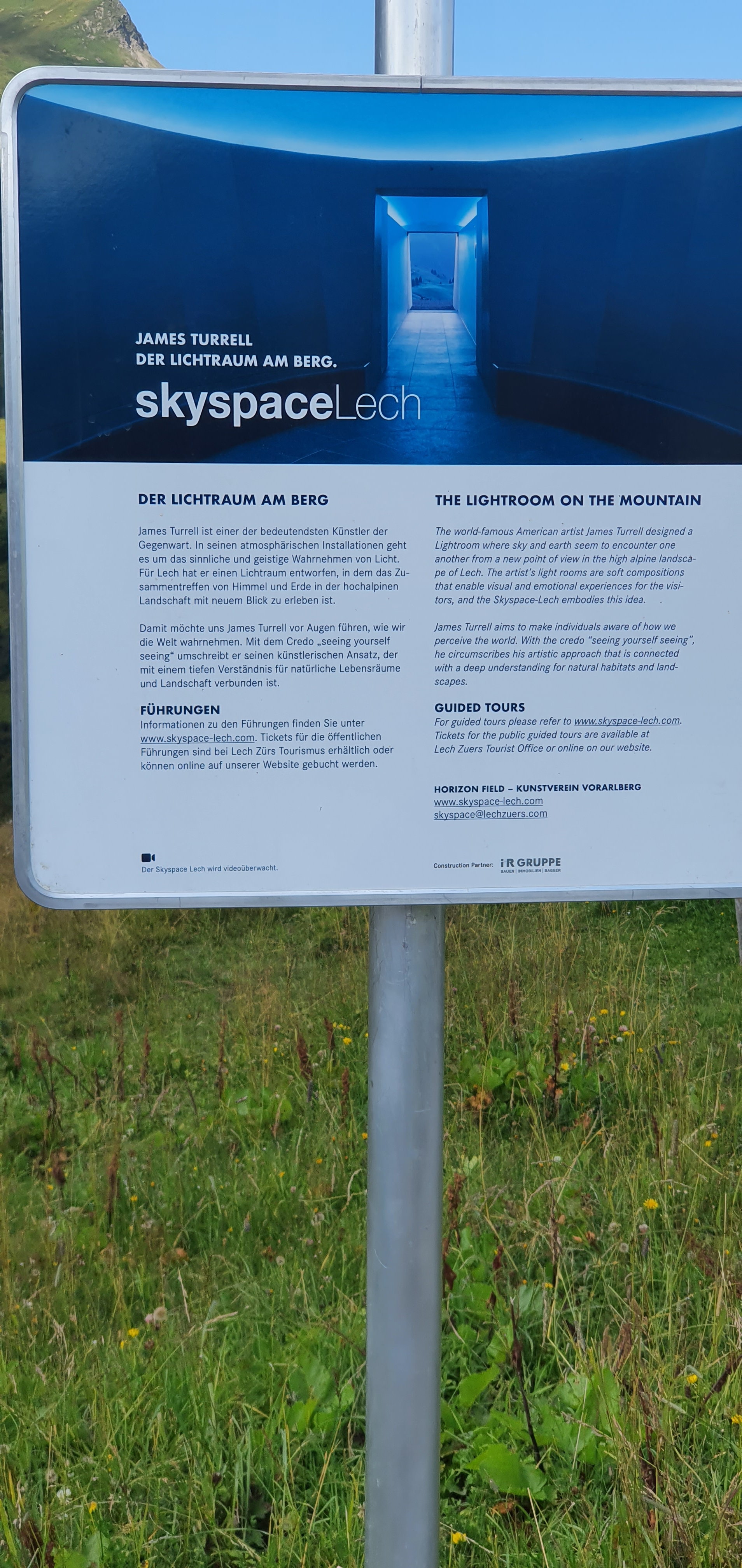
Tabellone informativo
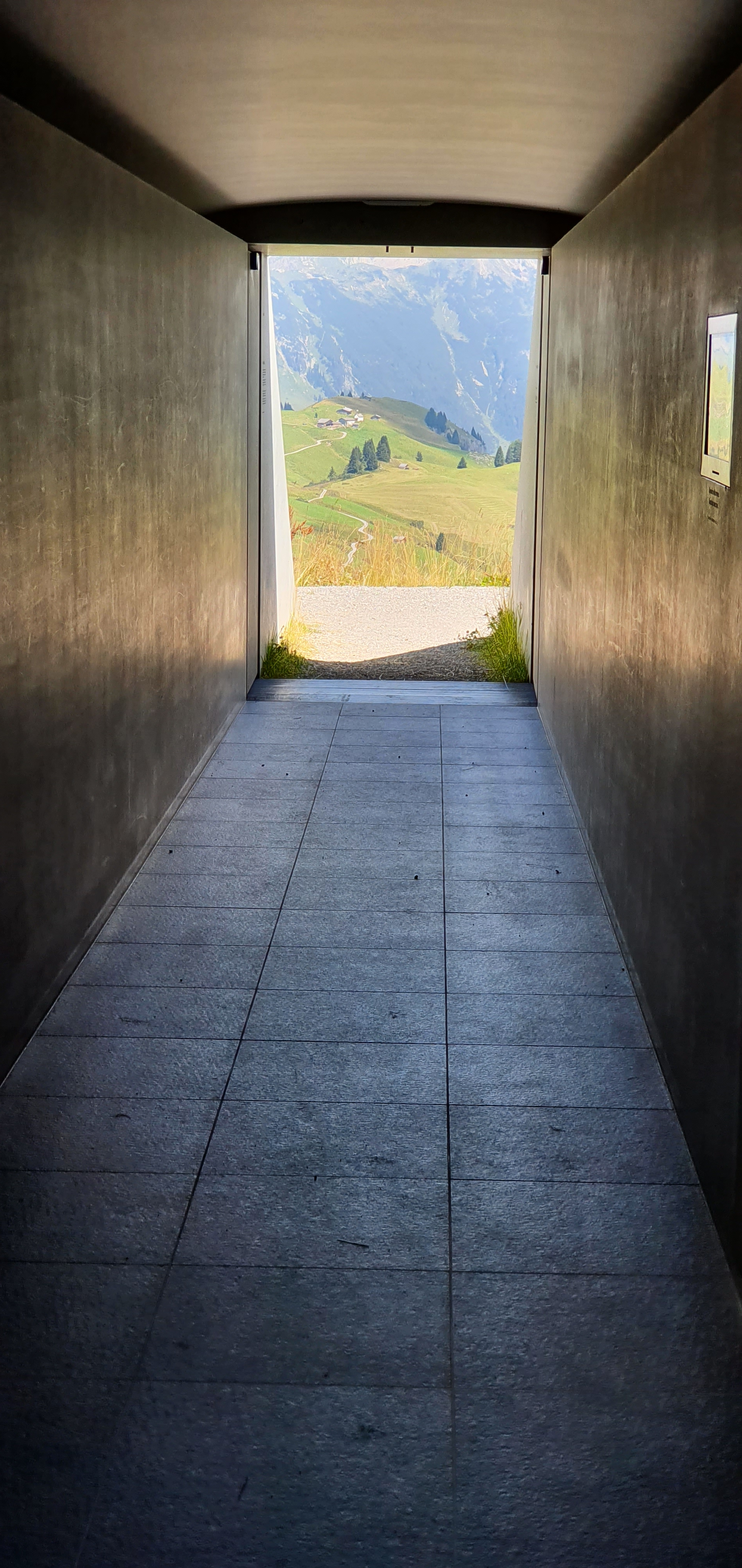
Tunnel dall'esterno alla Sensing Room.